# María Cervantes
María Cervantes (La Habana, 30 de noviembre de 1885 - La Habana, 8 de febrero de 1981) fue una pianista, cantante y compositora cubana.

## Biografía

### Infancia y juventud
Era hija de Ignacio Cervantes, considerado por muchos el músico cubano más destacado del siglo XIX. Desde muy niña, María se sintió artista. El baile le entusiasmaba. A los tres años de edad bailaba al son del piano de su padre. Su padre comentaba jocosamente que con sus hijos ―trece varones y una mujer― formaría toda una orquesta.

Desde chiquitica ya yo bailaba con un compás que no he perdido. Mi padre empezaba con una danza, pasaba para una mazurca, seguía con un danzón, al mismo tiempo que yo iba marcando y saltando de ritmo como una consagrada. ¡Y tenía tres años!
María Cervantes

Siendo ya una reconocida pianista, cantante y compositora, confesó que ella fue siempre una niña muy refistolera y que había empezado a tocar el piano desde muy pequeña, tanto que casi no llegaba al teclado, pero cuando escuchaba algo que le llamaba la atención, iba tan rápido como le permitían sus piernas, y lo tocaba.
Comenzó los estudios de piano con su padre, que la llamaba Chanchín por sus orejas pequeñas y puntiagudas. Los continuó con los profesores Gonzalo Núñez ―maestro puertorriqueño residente en Cuba, que había sido alumno de Cervantes– y con Enriqueta García.
Aprendió de su padre el estilo pianístico y, como pocos, conocía la interpretación de sus danzas, que según Alejo Carpentier «ocupan en la música de la isla el lugar que ocupan las Danzas noruegas de [Edvard] Grieg o las Danzas eslavas de [Antonín] Dvórak en las músicas de sus respectivos países».
A los 13 años debutó como pianista en el teatro Tacón (hoy Gran Teatro de La Habana).

Papá compuso mucha música que no se conoce. ¡Cómo no voy a escoger «Fusión de almas» para abrir cada recital, si esa pieza la empezó él y la terminé yo el primer día que me senté al piano después de su muerte!... Usted no me creerá, pero si yo fuera espiritista diría que papá estaba a mi lado. La obra era una romanza sin palabras que él no pudo terminar porque se trastornó. Había hecho un tema muy bonito pero, una vez que lo tocaba, no podía seguir; la última vez que lo intentó se puso a llorar, y cerró la tapa del piano para siempre. Aquel día comencé a tocarla y, sin darme cuenta, seguí… Así fue. Después le hice una introducción, y cuando el poeta matancero Juan B. Ubago la escuchó. Le conté la historia, y él me sugirió el título: «Fusión de almas».
María Cervantes

Con esta obra para piano la artista abría sus recitales.
La muerte de su progenitor, en 1905, la hundió en una profunda depresión que la separó de la música durante más de un año.

Cuando papá murió, mamá quedó desconsolada, porque ellos se querían mucho, pero a los pocos días del entierro recibió un cofre y una carta de una «amiga» de él, donde le decía que ―al regresar a Cuba desde París―, papá lo había guardado en su casa. Mamá, celosa, lo tiró al mar, lo que no debió haber hecho, porque era un regalo de una princesa polaca que contenía un ejemplar único, manuscrito, con las obras completas de [Frederic] Chopin. ¡Cuántas cosas importantes tendría aquel cofre!
María Cervantes

## Carrera profesional
En 1927 realizó su primera grabación, en La Habana. Incluyó composiciones de Ignacio Cervantes. Su debut profesional se produjo en el teatro Campoamor en 1929.
Ese año se casó con un banquero de apellido Aulet. Con él se mudó a Nueva York. En mayo de 1929 fue contratada por la discográfica Columbia para grabar discos.

Me casé varias veces. Mi primer esposo, Rogelio de Armas, era abogado y tocaba muy bien el piano, como mi abuelo. Cuando estuve casada con Aulet, un banquero famoso, fui a vivir a los Estados Unidos. Para él no había París ni nada (yo que siempre quise ir allá, por papá). La Columbia me hizo un contrato exclusivo por dos años, y grabé una colección de 21 discos. Me divorcie de Aulet porque los suyos no eran celos sino arrebatos: «¡No mires pa’cá!, ¡no mires pa’allá!, ¡no te rías!». Recuerdo que cuando yo actuaba, él me pedía que no mirara para las lunetas, y yo le decía: «¡Cómo no, voy a mirar para el cielo!», pero yo no podía ocultar mi temperamento: eso es imposible para actuar. Yo no concibo a las monjas, enclaustradas, ¡qué va!
María Cervantes

Registró fonográficamente un grupo de danzas cubanas de Ignacio Cervantes, alternándolas con composiciones propias y de otros autores, tal como hizo siempre en sus conciertos. Grabó Inconsciencia y Penas y flores (esta última a dúo con la soprano Tomasita Núñez) de Alberto Villalón; Notas de mi son y Un bolero en la noche, de Jorge Anckermann; Dame un beso, de José Marín Varona; No puedo arrancarte, de Eliseo Grenet; y María y Tessie de su autoría.
A su regreso a Cuba, hizo una temporada en el teatro Encanto y al año siguiente volvió a Nueva York para hacer nuevas grabaciones. Actuó en el cabaret del famoso actor e intérprete vocal argentino José Bohr.
A fines de los años veinte tocó con Guyún (Vicente González-Rubiera Cortina, 1908-1987) en las radioemisoras CMK (de Juan Brouwer), y CMBZ Radio Salas. Le dio clases de piano al jovencísimo pianista Bola de Nieve (1911-1971), que reconocía haber tomado los elementos rítmicos y la manera tan particular de acompañarse al piano a partir de los discos de María Cervantes, a quien al final de su vida mencionaba como «su mayor y verdadera influencia».
En La Habana, actuó en las estaciones de radio RHC Cadena Azul, y en la emisora Mil Diez trabajó con los pianistas, compositores y directores de orquesta Adolfo Guzmán y Enrique González Mántici.
Actuó también en la Cuban Telephone Company, y en el Roof Garden Hotel Sevilla Biltmore, donde se presentó junto al pianista Felo Bergaza.
El éxito la acompañaba. Viajó otra vez a Estados Unidos, donde grabó otra vez para la Columbia y actuó en cabarets del actor y cantante argentino José Bohr.
Al regresar a La Habana su nombre apareció en las carteleras de los más importantes escenarios, junto a figuras de la talla de Rita Montaner y su exalumno Bola de Nieve.

¿Y qué me dice de Bola de Nieve? Él decía que cuando yo tocaba «¡A los frijoles, caballeros!» se me encaramaba un negrito en el brazo. ¿Sabe que soy tremenda bongosera? Y con las tumbadoras, ¡ni hablar!.
María Cervantes

En los años cuarenta, al fallecer su tercer esposo, Armando Aguiar, María Cervantes abandonó la escena durante varios años.

Trabajé en el Launge-Chand del hotel Sevilla; en la RHC Cadena Azul; en la tienda Los Precios Fijos; en la Cuban Telephone, donde me tenía que colgar del cuello el micrófono porque no había pie. Trabajé con Felo Bergaza, Rita Montaner, Bola de Nieve, y en Radio Salas y la emisora Mil Diez, con Adolfo Guzmán y González Mántici, ¡qué clase de músicos! Por los años treinta y pico realicé muy buenos programas en Matanzas, con la Sociedad Índice. Y también he actuado en los conciertos «Entre Amigos» del Parque Lenin. Pero cuando enviudé de mi último esposo, Armando Aguiar ―quien tendría que haber sido el único― dejé de tocar, hasta que en 1960 Odilio Urfé me dijo: «Se acabó el retiro, ¡a trabajar!». ¡No sabe con cuánto miedo me presenté en el Teatro de Bellas Artes!, figúrese: con canas, espejuelos, yo que siempre he sido tan presumida. Me vieron unos fotógrafos, y así mismo salí en el periódico.
María Cervantes

El 22 de abril de 1965, persuadida por el musicólogo Odilio Urfé reapareció en un concierto abarrotado de público en la sala-teatro del Museo Nacional de Bellas Artes. El público que colmaba la sala premió con una ovación cada una de sus interpretaciones, en especial la guaracha del siglo XIX A los frijoles, caballeros, de un compositor conocido como Ramitos, pieza de la que María Cervantes –que la grabó por primera vez en 1929– hizo uno de sus grandes éxitos.
A partir de entonces, y hasta poco antes de su muerte, su presencia en los teatros, la radio y la televisión fue frecuente. El 30 de noviembre de 1975, el día en que cumplió noventa años, grabó para la emisora Radio Habana Cuba un programa de una hora de duración, en el cual tocó el piano, cantó y fue entrevistada.

Hubiera querido retirarme de la radio, del teatro, y que me recordaran como era yo, sin espejuelos, sin canas, sin vejez. Pero hubo un segundo gran debut que no me pesa, porque si yo me hubiera retirado de verdad, me hubiera muerto ya. La música es mi vida.
María Cervantes

## Muerte
En 1980 comentó a la escritora Hamilé Rozada:

Pienso escribir mis memorias, y espero que cuando la muerte me sorprenda, yo esté sentada al piano. Si no puedo volver a tocar, la vida se me escapará con tanta prisa que me será imposible detenerla.
María Cervantes

Vivió los últimos años de su vida en Calabazar, un pueblo cercano a La Habana. Falleció en La Habana el 8 de febrero de 1981, a los 96 años.

## Canciones en su honor
Existe una canción de principios de 1900 llamado El tema de María Cervantes, que se atribuye al pianista cubano Jorge Anckermann. También hay una canción de los años cincuenta del pianista puertorriqueño Noro Morales (-1964) llamada María Cervantes.

## Obras[15]
Nunca he llevado al papel mis composiciones, algunas me las escribió el maestro Jorge Anckermann. ¿Títulos? «Compensación», «Yo te conocí bailando», «Los lunares», «Juventud que te fuiste», «Talismán», «Ignacio» (danza dedicada a mi padre), «Juventud que te fuiste». Son muchos títulos.
María Cervantes

Danzas
- Danza núm. 1
- Danza núm. 2
- Danza núm. 3
- Danza núm. 4
- Fusión de almas
- Criollita
- Ignacio
- Josefina
- Los lunares
- No me toques
- Tomasa
- Tus manos blancas
- Inspiración

Piezas para piano
- Cómo te quiero
- Criollita
- Gratitud
- Ignacio
- Ilusión
- Juventud que te fuiste
- La violeta
- Lejos de ti.
- Los lunares
- Mi bandera
- Tomasa
- Tus manos blancas

Voz y piano
- Talismán
- Tessie (1928).
- Tus miradas
- Ya te conocí; texto: Lola Rodríguez de Tió.

Valses
- Compensación
- Yo te conocí bailando.

Punto guajiro
- Mi bandera